# Lago Udyl
El lago Udyl (del ruso: Удыль) es un amplio lago de agua dulce de Rusia localizado en el distrito de Ulchi del krai de Jabárovsk en la cuenca del río Amur. Tiene una superficie de 330 km ² (dependiendo del nivel del agua), con 50 km de longitud y 9 km de anchura. La profundidad máxima es de 5 metros. El lago se encuentra cerca de la orilla izquierda del río Amur, en el que está conectado mediante el canal de Ujtá. La costa norte es elevada, a veces con acantilados, y la sur son tierras bajas y pantanosas, con algunas playas.
Es un importante lugar de concentración de anidación de aves acuáticas, con especies de aves raras y en peligro de extinción. En el lago están las mayores poblaciones de ánsar cisne y águila marina de Steller de la región de Amur. Una gran parte de la región, «Lago Udyl y bocas de los ríos Bichi, Bitki y Pildal»  (57.600 hectáreas) fue declarada el 13 de septiembre de 1994 como “water and wetlands areas of international significance” según el Convenio de Ramsar (n.º ref. Ramsar 687).
El lago está congelado desde finales de octubre, principios de noviembre hasta mediados de mayo.
- Datos: Q2229990
- Multimedia: Lake Udyl / Q2229990